# Kemetismo
El kemetismo  es una religión monista, henoteísta y panteísta reciente, que retoma credo y prácticas de la mitología egipcia.

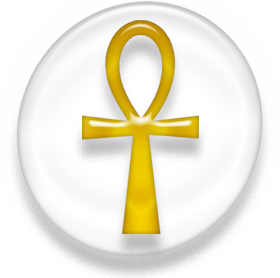
Anj, el símbolo de la vida.

El nombre deriva de Kemet, término que significa literalmente Tierra Negra en egipcio antiguo, y que venía siendo utilizado por los pueblos del Nilo para referirse a Egipto, en contraposición a la Tierra Roja que sería el desierto.

## Historia
Diferentes grupos esotéricos habían mostrado interés por la mitología egipcia, sus símbolos y su misticismo como fuera el caso del Hermetismo y la Masonería, las cuales utilizan desde hace siglos ciertos elementos simbólicos de la mitología egipcia. Organizaciones esotéricas de finales del siglo XIX y principios del siglo XX incluyendo a la Orden Hermética del Alba Dorada, sin embargo, fueron las primeras que utilizaron una importante parte de la mitología egipcia en su contenido ritual, así como la Orden de Thelema fundada por Aleister Crowley, aunque esta no tiene relación directa con el kemetismo.
El Kemetismo busca convertirse en una continuación de la antigua religión egipcia y sus tradiciones organizadas durante cuatro mil años. Estas agrupaciones surgieron en las últimas décadas del siglo XX, organizándose rápidamente en algunas asociaciones. Aquella que seguramente ha obtenido mayor influencia sobre gran parte de los sistemas keméticos es la Casa de Netjer (kemetismo ortodoxo), fundada en 1988 en Chicago por Tamara Siuda.
Los principales enfoques de la religión kemética son:
- Kemetismo ortodoxo, basado en las enseñanzas de la ex wiccana Tamara Siuda, quien además de jerarca de la Casa de Netjer es también reconocida como sacerdotisa vudú en Haití.[1]
- Wicca Kemética, neopaganismo egipcio con estructura wiccana e influencia kemetista.
- Templo de la Fuente Eterna, sociedad  basada en la religión egipcia fundada en EE. UU. en 1975.[2]
- Neo-Atonismo, basado en la reforma monoteísta realizada por el faraón Ajenatón.
- Sociedad Ausar Auset (significa Sociedad de Osiris e Isis en antiguo egipcio) religión de supremacía negra y afrocentrista que aboga por la superioridad de la raza negra al tiempo que provee un sistema de creencias monistas basadas en la religión egipcia.[3]
- Templo de Set (xeper.org) es una escuela iniciática moderna y ocultista que se enfoca casi exclusivamente en el dios Set. Fue fundada por Michael Aquino en los años 70.